# 김홍집 (1971년생 야구인)
김홍집 (金弘集, 1971년 1월 30일 ~ )은 KBO 리그 전 한화 이글스의  투수이다.

## 선수 활동

### 프로 입단 이전
인천고등학교 출신으로 단국대학교 시절 국가대표로 차출될 만큼 뛰어난 활약을 하였는데, 당시 구대성, 이상훈과 더불어 '좌완 빅3'로 불리었다. 좌완 투수면서 140 km 중반의 빠른 직구를 주무기로 투구하는 그는 대학 시절만 해도 당대 최고의 좌완 투수로 인정받던 이상훈보다도 많은 기대를 받았다. 1993년 태평양 돌핀스에서 1차 지명되어 계약금 1억 2천만원에 계약해 당시 최고 유망주로 기대받았다.

### 태평양 돌핀스시절
1993년 입단하였을 당시 김홍집은 태평양 돌핀스에서 정민태와 더불어 가장 기대를 받았던 투수였다. 입단 첫 해, 태평양 돌핀스는 투수진과 타선이 총체적으로 부진하여 정규 시즌 8위를 기록하였는데, 그 가운데에서 김홍집만이 유일하게 선발 투수로 꾸준히 등판하여 호투를 보여 주었다. 입단 첫 해에 거둔 성적은 116이닝 투구, 평균자책 3.64, 7승 8패이다. 이는 당시 태평양 돌핀스의 암울했던 타선 득점 지원력을 감안한다면 뛰어난 투구이다. 이 해에 특기할 만한 사항으로는 6월 20일 LG전에서 연장 13회 완투승을 거두었던 사건이 있다. 이 날 김홍집은 LG 트윈스의 4인 계투를 상대하여 완투승을 거두었는데, 총 투구 수는 187구였으며 16개의 삼진을 잡고 3실점하였다. 그러나 이 날 이후 김홍집은 불과 1승 2패에 그치며 8월 이후 부상으로 전력에서 이탈하였다. 그 날 경기가 끝난 이후 김홍집은 인천고등학교 선배라는 사람으로부터 흰 봉투 하나를 받았는데, 이 안에는 놀랍게도 1백만원짜리 수표 1장이 들어 있었다고 한다.
1994년이 되자, 그는 팀 내에서 에이스로 거듭난다. 당시 태평양 돌핀스는 부상 선수들의 복귀와 함께 투수 왕국에 걸맞게 화려한 투수진 구축을 바탕으로 정규 시즌 2위를 기록했다. 이 가운데에 에이스 투수였던 김홍집은 그 해 126과 3분의 2이닝 평균자책 3.20에 20경기 12승 3패를 기록하는데 이는 1994년 시즌, 홈 경기에만 출장이 가능하였던 방위병으로 복무하면서 거둔 기록으로 시즌 승률 부문 1위에도 올랐다. 그리고 태평양 돌핀스가 1994년 인천 연고 팀 사상 처음으로 한국시리즈에 진출하였을 때 LG 트윈스를 상대로 1994년 한국시리즈 경기를 치르게 되었다. 1994년 한국시리즈 1차전에 등판한 그는 무려 10이닝 동안 완투하면서 완벽한 피칭을 보이지만, '물방망이 타선'으로 유명한 태평양 돌핀스 타선의 득점 지원을 받지 못하였다. 결국 11회말 1사 주자 없는 상황에서 LG 트윈스의 김선진이 끝내기 홈런을 치게 되어 완투패를 기록하게 된다. 그의 한국시리즈 1차전 투구수는 141구이다. 이는 그가 뒷날 혹사 후유증을 겪게 되어 고질적인 부상을 겪게 되는 원인이 된다. 비슷한 예로 그 전 해에 삼성 라이온즈의 투수 박충식이 1993년 한국시리즈에서 15이닝 181구를 투구하여 그 혹사로 잔부상에 시달린 일이 있다. 이후 태평양은 스윕을 당해 4전 전패로 준우승에 그쳤다.
한편, 김홍집은 1994년 한국시리즈 1차전 혹사의 후유증을 겪게 된다. 이듬해 1995년에는 평균자책 3.64에 6승 7패, 94이닝 투구를 기록했다. 그 해 이후부터는 소화하는 이닝 수가 떨어지기 시작했다.

### 현대 유니콘스시절
현대그룹이 태평양 돌핀스를 인수하여 창단한 현대 유니콘스에서 그는 부상으로 인해 시즌 내내 재활을 했다. 태평양 돌핀스 시절 혹사의 후유증은 계속되었고, 고질적인 부상으로 그는 매년 부상 재발과 재활을 전전해야 했다. 현대 유니콘스에서 주로 불펜으로 등판하여 활약한 그는 2001년 6월 16일, 같은 소속 팀 투수인 최영필과 함께 이상열을 상대로 한화 이글스로 현금 트레이드되었다.

### 한화 이글스 시절
2001년 한화 이글스로 이적한 그는 불펜 요원으로 좌완 스페셜리스트로 활동했으나 뚜렷한 활약 없이 2003년 시즌이 끝난 이후 방출되어 은퇴했다. 현재는 부평구 리틀야구단을 이끌고 있다.

## 출신학교
- 인천축현초등학교
- 상인천중학교
- 인천고등학교
- 단국대학교

## 경력
- 태평양 돌핀스 : 1993년 1월 8일 입단 (계약금 1억 2,000만 원)
- 현대 유니콘스 (1996년 ~ 2001년)
- 한화 이글스

## 통산 기록
| 연도 | 소속        | 평균 자책 | 경기 | 승리 | 패전 | 세이브 | 이닝    | 사사구 | 피안타 | 탈삼진 | 실점 | 자책점 | 기타                |
| ---- | ----------- | --------- | ---- | ---- | ---- | ------ | ------- | ------ | ------ | ------ | ---- | ------ | ------------------- |
| 1993 | 태평양      | 3.64      | 21   | 7    | 8    | 2      | 116 1/3 | 113    | 60     | 109    | 54   | 47     |                     |
| 1994 | 태평양      | 3.20      | 20   | 12   | 3    | 0      | 126 2/3 | 112    | 44     | 89     | 49   | 45     | 방위 복무, 승률 1위 |
| 1995 | 태평양      | 3.64      | 16   | 6    | 7    | 0      | 94      | 80     | 49     | 56     | 40   | 38     |                     |
| 1996 | 현대        | 5.14      | 10   | 0    | 0    | 0      | 7       | 6      | 6      | 3      | 4    | 4      |                     |
| 1997 | 현대        | 6.14      | 8    | 1    | 4    | 0      | 29 1/3  | 32     | 19     | 19     | 24   | 20     |                     |
| 1998 | 현대        | 5.48      | 26   | 0    | 1    | 0      | 21 1/3  | 19     | 12     | 19     | 14   | 13     |                     |
| 1999 | 현대        | 5.02      | 59   | 2    | 2    | 4      | 52      | 51     | 21     | 45     | 31   | 29     |                     |
| 2000 | 현대        | 9.00      | 13   | 0    | 0    | 0      | 6       | 12     | 6      | 7      | 9    | 6      |                     |
| 2001 | 현대 / 한화 | 2.45      | 28   | 1    | 0    | 0      | 18 1/3  | 20     | 9      | 14     | 5    | 5      |                     |
| 2002 | 한화        | 4.44      | 39   | 0    | 0    | 1      | 26 1/3  | 30     | 15     | 17     | 15   | 13     |                     |
| 2003 | 한화        | 10.57     | 15   | 0    | 0    | 0      | 7 2/3   | 11     | 6      | 5      | 9    | 9      |                     |
| 통산 | 11시즌      | 4.08      | 255  | 29   | 25   | 7      | 505     | 486    | 247    | 383    | 254  | 229    |                     |